# Limpeza étnica dos georgianos na Ossétia do Sul

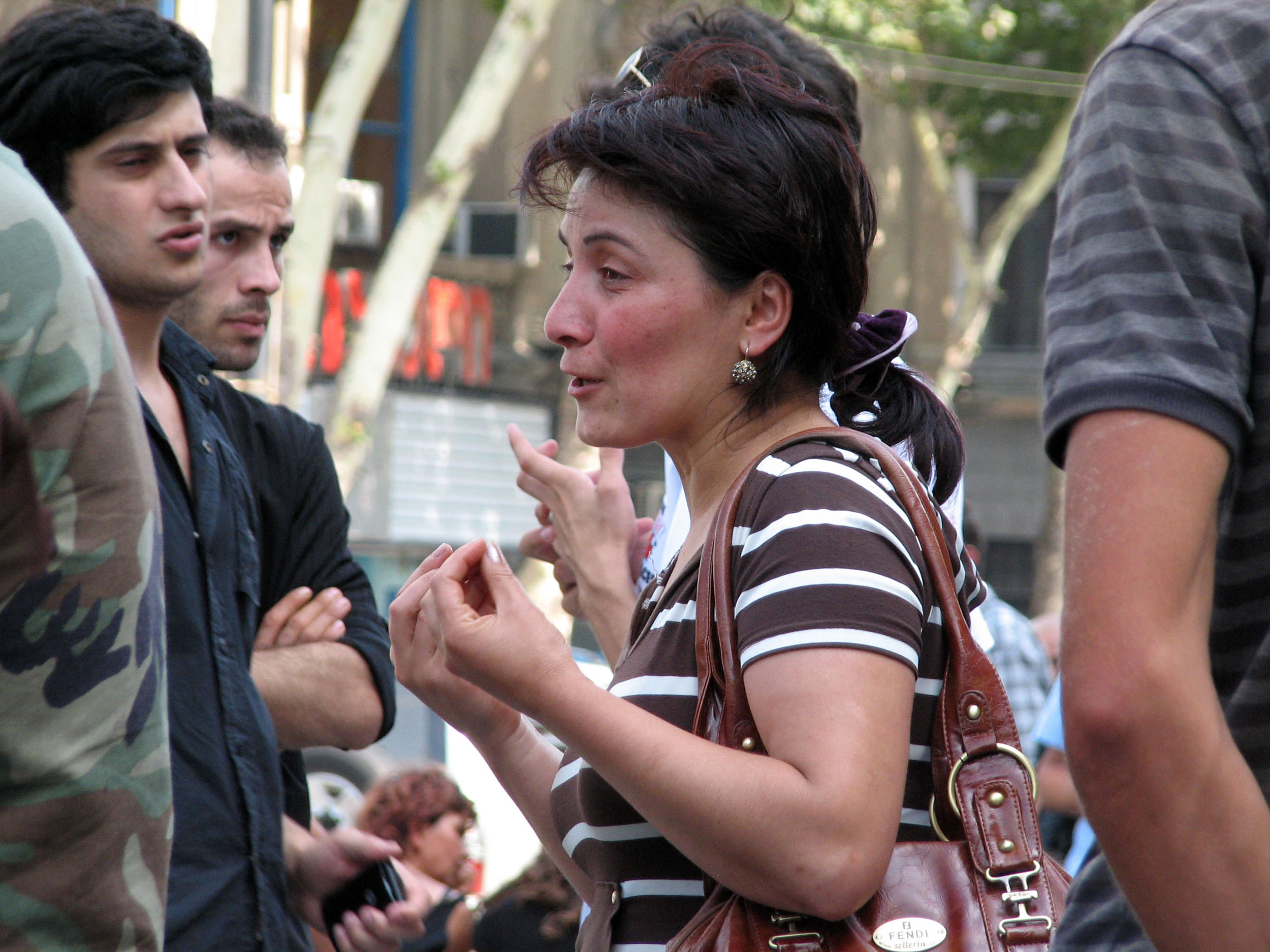
Refugiados georgianos da Ossétia do Sul em Tbilisi, em 10 de agosto de 2008.

A limpeza étnica dos georgianos na Ossétia do Sul foi a remoção de étnicos georgianos realizada na Ossétia do Sul e outros territórios ocupados por forças russas da Ossétia e Sul, que aconteceu durante e depois da Guerra Russo-Georgiana de 2008.
A Human Rights Watch concluiu que as forças da Ossétia do Sul procuraram executar uma limpeza étnica das áreas povoadas por georgianos. Em 2009, as resoluções da Assembleia Parlamentar do Conselho da Europa condenaram a limpeza étnica e outras violações dos direitos humanos na Ossétia do Sul, bem como o fracasso da Rússia e de outras autoridades de trazer essas práticas para uma região separatista. De acordo com o relatório de setembro de 2009 da União Europeia, de Averiguação da Missão Internacional Independente sobre a conflito na Geórgia, vários elementos sugerem a conclusão de que uma limpeza étnica foi realizada contra os georgianos na Ossétia do Sul, durante e após o conflito de agosto de 2008.

## Guerra da Ossétia do Sul de 1991-1992

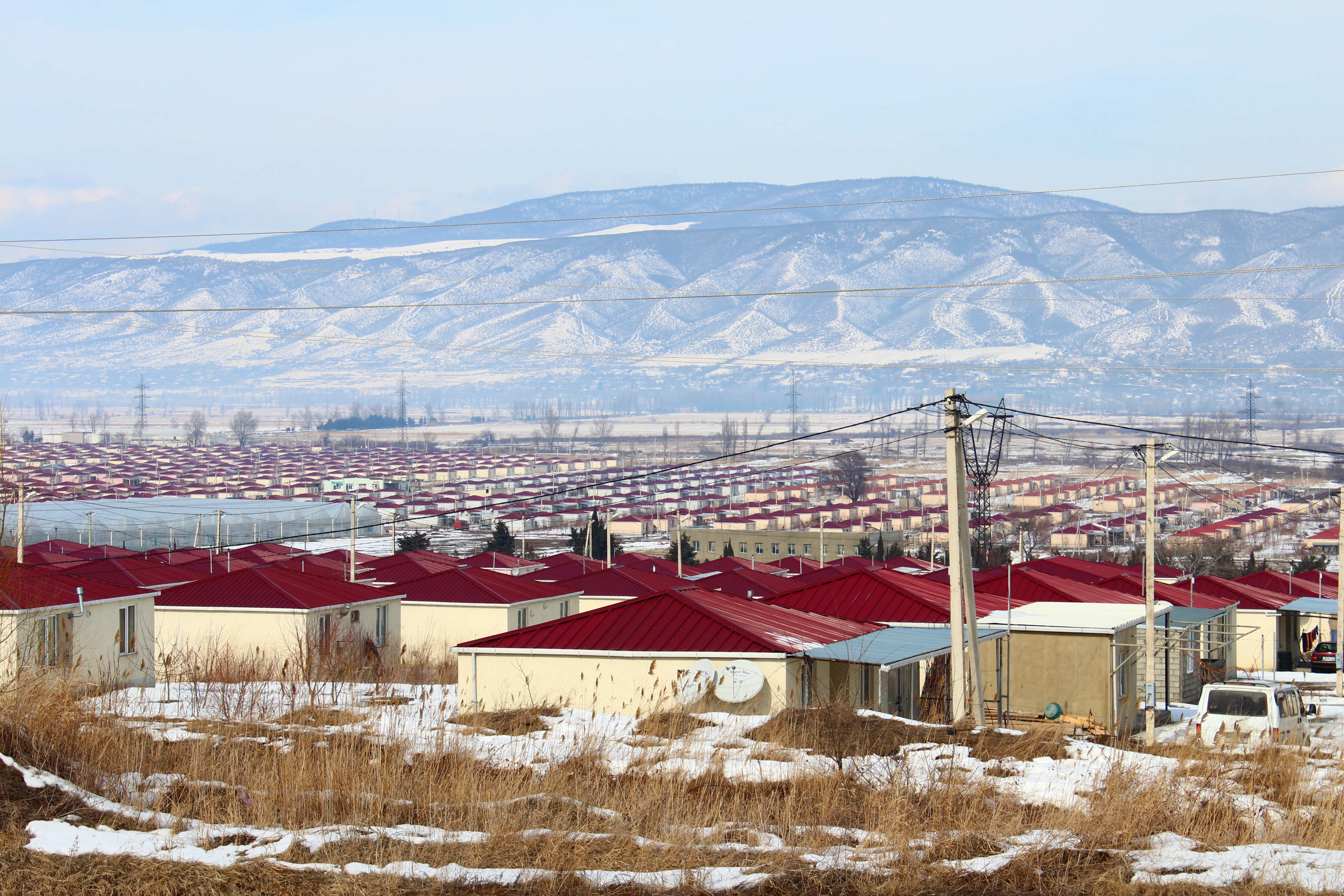
Povoação de Tserovani, construída pelo governo da Geórgia para os deslocados georgianos que viviam na Ossétia do Sul.

Entre 1991 e 1992, a luta se travou entre o Oblast Autônomo da Ossétia do Sul e a Geórgia,  entre as tropas étnicas paramilitares da Ossétia do Sul e unidades georgianas do Ministério do Interior (MVD). A Ossétia do Sul declarou sua independência da Geórgia. Por sua vez, a Geórgia aboliu o estatuto de autonomia da Ossétia do Sul, que existiu desde os primeiros anos da União Soviética. O governo da Geórgia, liderado pelo presidente Zviad Gamsakhurdia, respondeu com o envio de unidades militares e paramilitares, em uma tentativa de retomar o controle da região.
Na noite de 5 de janeiro de 1991, 6 000 georgianos armados entraram em Tskhinvali. Depois de combates de rua, as forças georgianas foram repelidas e expulsas de Tshkinvali pelas tropas da Ossétia do Sul.
Como resultado da guerra, cerca de 100 000 ossetas étnicos fugiram da Ossétia do Sul e da Geórgia propriamente dita, e 23 000 georgianos fugiram da Ossétia do Sul, de áreas etnicamente georgianas. 100 aldeias foram destruídas na Ossétia do Sul por ambos os lados. Além disso, a fronteira Ossétia do Norte–Geórgia ficou, em grande parte, não controlada, fornecendo um ponto de acesso quase irrestrito de armas e munições em ambas as direções.

## Posição da Ossétia do Sul
A política de limpeza étnica também foi afirmada pelo presidente da Ossétia do Sul, Eduard Kokoity, que em sua entrevista de 15 de agosto de 2008 dada à publicação russa Kommersant, afirmou que não há intenções, por parte do governo da declarada República da Ossétia do Sul, em deixar quaisquer pessoas que não sejam etnicamente ossetas viver na região.
| “ | Será que civis georgianos estão autorizados a voltar? Não temos a intenção de deixar ninguém entrar mais aqui. | ” |